# بتا زرافه
بتا زرافه یک ستاره است که در صورت فلکی زرافه قرار دارد.